# Características de rendimiento de disco duro

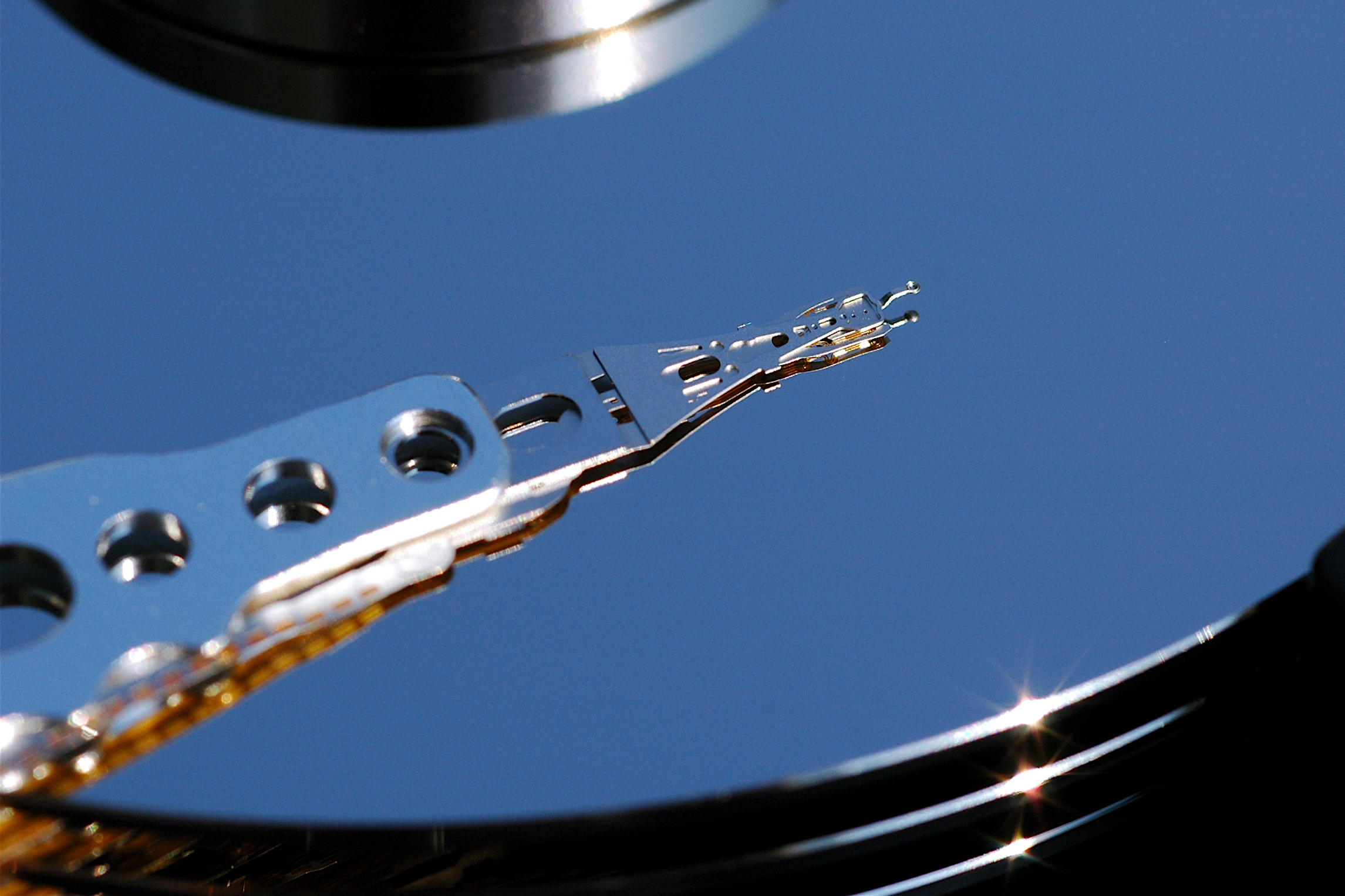
Un cabezal y el brazo del actuador sobre el plato de un disco duro

El rendimiento más alto de discos duros viene de dispositivos que tienen un desempeño más rápido en cada una de sus características de rendimiento. Estos dispositivos incluyen a aquellos con un medio rotatorio, llamados aquí discos rotatorios, i.e., unidad de disco duro (HDD), unidad de disquete (FDD), discos ópticos (DVD-RW / CD-RW), y también cubre dispositivos que no cuentan con partes en movimiento es como los son las unidades de estado sólido (SSD). En cuanto a los SSDs, la mayoría de los atributos relacionados con el movimiento de componentes mecánicos no son aplicables, pero el dispositivo es afectado en la realidad por otros elementos con principios eléctricos que generan un retraso apreciable cuando se aíslan y se examinan. Estas características de rendimiento pueden ser agrupadas en dos categorías: tiempo de acceso y tiempo de transferencia de datos (o tasa de transferencia de datos).

## Tiempo de Acceso
El tiempo de acceso o tiempo de respuesta de un disco rotatorio es una medida del tiempo que se toma antes de que la unidad pueda transferir datos. Los factores que controlan este tiempo en un disco rotatorio son, en su mayoría, relacionados con la naturaleza mecánica de los discos rotatorios y cabezales en movimiento. Se compone de unos cuantos elementos independientemente mensurables que son acumulados para obtener un solo valor al evaluar el rendimiento de la unidad de almacenamiento. El tiempo de acceso puede variar significantemente por lo que, típicamente, el fabricante provee este valor o es medido como un promedio por medio de puntos de referencia. En los SSDs, el tiempo de acceso depende de conexiones eléctricas a la memoria de estado sólido y no de la velocidad de partes en movimiento por lo que el tiempo de acceso es muy rápido y consistente. La mayoría de las aplicaciones de examen y de puntos de referencia no distinguen entre discos rotatorios y SSDs por lo que ambos tipos de dispositivo se someten al mismo proceso de evaluación.
Los componentes clave que típicamente son acumulados para obtener el tiempo de acceso son:
- Tiempo de búsqueda
- Latencia rotacional
- Otros
  - Tiempo de procesamiento de comandos
  - Tiempo de estabilización

### Tiempo de búsqueda
En los discos rotatorios, el tiempo de búsqueda es el tiempo que le toma, al cabezal en el brazo del actuador, viajar a la pista del disco donde se escribirán o leerán los datos. Los datos son almacenados en el medio en sectores que son organizados en pistas paralelas circulares (pueden ser concéntricas o espirales dependiendo del tipo de dispositivo), hay un brazo del actuador que suspende un cabezal que puede transferir datos con ese medio. Cuando el dispositivo necesita leer o escribir algún sector en específico, este determina en que pista se localiza el sector. Posteriormente se usa el actuador para mover el cabezal a una pista en particular. Si la posición inicial del cabezal era la pista deseada, el tiempo de búsqueda sería igual a cero. Si la pista en la que se ubicó el actuador se encontraba en la orilla externa del sector y la pista deseada se ubica en la orilla interior, el tiempo de búsqueda será el máximo para esa unidad. Los tiempos de búsqueda no son lineares en comparación con la distancia de búsqueda viajada por el actuador debido a factores como la aceleración desaceleración del brazo del actuador.
El tiempo de búsqueda promedio de un disco rotatorio es el promedio de todas las búsquedas posibles, técnicamente significa el tiempo que tarda la unidad en realizar todas las búsquedas dividido por el número de búsquedas posibles, pero en la práctica se determina usando métodos estadísticos o simplemente aproximado como el tiempo de búsqueda de un tercio del número de pistas existentes en la unidad. El tiempo de búsqueda promedio varía entre 4 ms para unidades de servidores de gama alta, hasta 15 ms para unidades en movimiento. Las unidades en movimiento más comunes tienen un tiempo de búsqueda de 12 ms mientras que las unidades de escritorio rondan los 9 ms.
El primer HDD HDD tenía un promedio de tiempo de búsqueda de aproximadamente 600 ms, y para mediados de la década de los 70, los HDDs se encontraban disponibles con tiempos de búsqueda de alrededor 25 ms. Las unidades de las primeras PCs usaban motores paso a paso para mover los cabezales y como resultado tenían tiempos de búsqueda de 80 a 120 ms, esto mejoró rápidamente por la introducción de la actuación por medio de una bobina de voz en la década de los 80s, reduciendo los tiempos de búsqueda a un promedio de 20 ms. El tiempo de búsqueda ha continuado su mejora lentamente con el tiempo.
Otras dos medidas de búsqueda menormente comunes son pista por pista y movimiento completo. La medida de pista por pista captura el tiempo que le toma a la unidad moverse de una pista a otra adyacente, este es el tiempo de búsqueda menor posible y toma de .2 a .8 ms en HDDs. La medida de movimiento completo se basa en el movimiento desde la pista en la orilla de un extremo del sector hasta la pista del extremo opuesto, este es el movimiento más lento posible.
En los SSDs no hay partes en movimiento por lo que la medición del tiempo de búsqueda es simplemente la prueba de circuitos electrónicos preparando una ubicación particular del dispositivo de almacenamiento. Un SSD común tendrá un tiempo de búsqueda entre 0.08 y 0.16 ms.

#### Short stroking
Short Stroking es un término usado en los entornos de almacenamiento industriales para describir un HDD que esta intencionalmente restringido en su capacidad total para que el brazo del actuador no tenga que recorrer grandes distancias y solo cubra un número menor de pistas. Esto limita la distancia máxima que separa a cualquier ubicación de memoria en el HDD de los cabezales y como resultado reduce los tiempos de búsqueda promedio al igual que la capacidad total de la unidad. Esta reducción del tiempo de búsqueda resulta en un número mayor de IOPS (operaciones de entrada/salida por segundo por sus siglas en inglés) disponibles por la unidad. La tasa de costo y energía por cada byte usable de almacenamiento incrementa según se reduce el rango máximo de pistas.

#### Efecto del ruido audible y en control de la vibración
Medido en dBA, el ruido audible es relevante para ciertas aplicaciones como los DVRs, grabación de audio digital y computadoras silenciosas. Los discos de bajo ruido usan soportes de fluidos, velocidades de rotación menores (normalmente 5,400 RPM) y reducen la velocidad de búsqueda para evitar clics audibles entre otros ruidos. Las unidades cuyo factor de forma es menor (e.g. 2.5 pulgadas) son frecuentemente más silenciosas que aquellas de mayor tamaño.
Algunos discos para PCs de escritorio o portátiles permiten al usuario modificar el balance entre rendimiento de búsqueda y ruido producido por la unidad. Por ejemplo, Seagate ofrece un conjunto de funciones en ciertas unidades llamadas Sound Barrier Technology (Tecnología de Barrera de Sonido) que incluye la capacidad de reducir el ruido y la vibración ya sea por el usuario o el sistema mismo. Tiempos de búsqueda más rápidos requieren más energía para poder mover los cabezales rápidamente a través del plato, esto genera ruidos fuertes desde el eje del actuador y vibraciones más intensas en el dispositivo ya que los cabezales son rápidamente acelerados al iniciar la búsqueda y desacelerados al final de esta. La operación silenciosa reduce la velocidad de movimiento junto con la tasa de aceleración pero con el costo de un rendimiento reducido.

### Latencia rotacional
| Motor de giro del HDD [RPM] | Latencia rotacional promedio [ms] |
| --------------------------- | --------------------------------- |
| 4,200                       | 7.14                              |
| 5,400                       | 5.56                              |
| 7,200                       | 4.17                              |
| 10,000                      | 3.00                              |
| 15,000                      | 2.00                              |

La latencia rotacional (a veces llamada retraso rotacional o simplemente latencia) tiempo medio que tarda la aguja en situarse en el sector físico deseado; es la mitad del tiempo empleado en una rotación completa del disco, suponemos que ya nos encontramos en la pista deseada. Esto depende de la velocidad rotacional de un plato (o del motor de giro) medida en revoluciones por minuto (RPM). Para la mayoría de las unidades de almacenamiento con medios basados en magnetismo, la latencia rotacional promedio esta, típicamente, basada en la relación empírica que la latencia promedio en milisegundos para cualquier unidad es un medio de su periodo rotacional. La latencia rotacional máxima es el tiempo que toma al plato hacer una rotación completa excluyendo el proceso de aceleración (esto se debe a que la parte relevante del plato puede haber pasado el cabezal cuando se hizo la solicitud). Por lo tanto, la latencia rotacional y el tiempo de acceso resultante pueden ser mejorados (disminuidos) al aumentar la velocidad rotacional de los platos. Esto trae consigo de incrementar la tasa de transferencia de datos (discutida más adelante en este artículo).
La velocidad del motor de giro puede usar uno de dos métodos de rotación de disco: 1) Velocidad lineal constante (VLC) usado principalmente en almacenamiento óptico, varía la velocidad rotacional del disco óptico dependiendo de la posición del cabezal y 2) Velocidad angular constante (VAC), usada en HDDs, FDDs standard, unos cuantos sistemas de discos ópticos y discos de vinilo, se gira el medio a una velocidad constante independientemente de donde se encuentre posicionado el cabezal.
La densidad de la superficie es importante ya que la densidad de bits puede ser constante o no. Normalmente, al usarse el método VAC, las densidades no son constantes por lo que las pistas largas en el extremo exterior del plato tienen el mismo número de bits que las pistas más cortas en el extremo opuesto. Cuando la densidad de bits es constante, las pistas del extremo exterior tienen más bits y generalmente está combinado con el método VLC. En ambos casos la tasa de transferencia entre bits contiguos es constante. Este no es el caso con otros casos cuando se usa una densidad de bits constante y el método VAC.

#### Efecto de la reducción en el consumo de energía.
El consumo de energía se ha vuelto cada vez más importante, no solo en el mundo de los dispositivos móviles como las laptops pero también en el mercado de los servidores y los equipos de escritorio. El incremento de densidad de equipos en un centro de datos ha llevado a conflicto al proveer energía suficiente a los dispositivos (especialmente en el spin-up), y al deshacerse del calor residual subsecuentemente producido junto con preocupaciones sobre cuestiones ambientales y de costo eléctrico (ver Green Computing). La mayoría de las unidades de disco duro operan con alguna de forma de administración de energía que utiliza un número específico de modos de energía que ahorran poder por medio de la reducción de rendimiento. Al implementarse, un HDD cambiara entre uno o más de los modos ahorradores de energía en función del uso de la unidad. La recuperación desde el estado ahorrador más profundo, comúnmente llamado reposo, es cuando el HDD se encuentra detenido (o spin-down), puede tomar varios segundos para alcanzar un estado completamente funcional por lo que se incrementa la latencia. Los fabricantes de unidades de almacenamiento han comenzado a producir unidades “verdes” que incluyen funciones adicionales para reducir el consumo de energía, estas pueden afectar adversamente la latencia incluyendo velocidades más lentas en el motor de giro y deteniendo los cabezales fuera del área del medio para reducir fricción.

### Otros
El tiempo de procesamiento de comandos es el tiempo que le toma a los electrónicos de la unidad de almacenamiento para configurar la comunicación necesaria entre los varios componentes en el dispositivo para que se puedan leer o escribir datos. Esto toma alrededor de 0.003 ms, significativamente menos que otros tiempos de espera por lo que generalmente es ignorado en las pruebas de hardware.
El tiempo de estabilización es el tiempo que le toma al cabezal estabilizarse en la pista destino y detener su vibración para que no lea información de otra pista. Este tiempo es muy pequeño con un valor menor a 0.1 ms, los fabricantes de HDDs modernos lo toman en cuenta en su tiempo de búsqueda.

## Tasa de transferencia de datos
La tasa de transferencia de datos (throughput en inglés) de una unidad de almacenamiento cubre tanto la tasa interna (el movimiento de datos entre la superficie del plato y el controlador de la unidad) y la tasa externa (el movimiento de datos entre el controlador de la unidad y el sistema anfitrión). La tasa de transferencia de información mensurable será la menor de las dos tasas. La tasa de transferencia de datos sostenida de una unidad será la más lenta entre las tasas sostenida interna y la sostenida externa. La tasa
sostenida es menor o igual a la máxima o tasa ráfaga porque no tiene el beneficio de una memoria caché o buffer en la unidad. La tasa interna es determinada con ayuda de la tasa de medio, tiempo de adicional de sector, tiempo de cambio de cabezal y tiempo de cambio de cilindro. Ninguno de estos conceptos aplica para los SSDs.
Tasa de medioTasa a la que la unidad puede leer bits de la superficie del medio.
Tiempo adicional de sectorTiempo adicional (bytes entre sectores) necesitados para control de estructuras y demás información necesaria para administrar la unidad, localizar y validar información y realizar otras funciones de soporte.
Tiempo de cambio de cabezalTiempo adicional es necesitado para eléctricamente cambiar un cabezal a otro y comenzar la lectura; solo aplica a las unidades con múltiples cabezales y suele ser entre 1 y 2 ms.
Tiempo de cambio de cilindroTiempo adicional es necesitado para moverse a la primera pista del siguiente cilindro y comenzar la lectura; el nombre de cilindro es usado comúnmente debido a que todas las pistas de una unidad con más de un cabezal o plato son leídas antes de que el brazo del actuador se mueva. Este tiempo suele ser el doble del tiempo de búsqueda pista por pista. En el 2001 era entre 2 y 3 ms.
La tasa de transferencia de datos (lectura/escritura) puede ser medida al escribir un archivo de gran tamaño en el disco usando herramientas especiales para generar archivos, luego se lee el archivo. 
- Desde el año 2001, un disco duro típico de 7200 RPM de una PC de escritorio cuenta con una tasa de transferencia de datos de “disco-a-buffer” de más de 1030 Mbit/s.[29] Esta tasa depende de la ubicación de la pista por lo que será mayor en las zonas exteriores (donde hay más sectores por pista) y menor en las zonas interiores (donde hay menos sectores por pista); generalmente es más alta para discos de unidades de 10,000 RPM.
- Los FDDs cuentan con una tasa de transferencia de datos “disco-a-buffer” sostenida que son uno o dos órdenes de magnitud más lentos que la tasa de los HDDs.
- La tasa transferencia de datos “disco-a-buffer” sostenida varía entre familias de unidades de discos ópticos con la más lenta siendo 1x CDs con 1.23 Mbit/s siendo un rendimiento similar a los FDDs, por otro lado está Unidad de Blu-ray 12x con 432 Mbit/s, valor cercano a un HDD normal.

Un estándar usado ampliamente en la actualidad para la interfaz “buffer-a-computadora” es 3.0 Gbit/s SATA, este puede enviar un aproximado de 300 megabyte/s (codificación de 10 bits) desde el buffer a la computadora por lo que lleva una gran ventaja a las tasas de transferencia de “disco-a-buffer” de la actualidad.
Los SSDs no tienen los mismos límites internos que los HDDs, por esto, sus tasas de transferencia interna y externa, están constantemente maximizando las capacidades de la interfaz de unidad-a-anfitrión.

### Efecto de sistema de archivos
La tasa de transferencia puede ser influenciada por la fragmentación en el sistema de archivos y la presentación de los archivos. La desfragmentación es un procedimiento usada para minimizar en retardo al recuperar información por medio del movimiento de objetos relacionados entre sí a áreas cercanas en el disco. Algunos sistemas operativos llevan a cabo esta desfragmentación automáticamente. Aunque la desfragmentación automática fue diseñada para reducir los retardos en el acceso, el procedimiento puede entorpecer la repuesta del dispositivo mientras la computadora esta en uso.
Los SSDs basados en memoria Flash no necesitan ser desfragmentados, sin embargo, debido a que los SSDs escriben páginas de información mucho más grandes que los bloques de información que maneja el sistema de archivos, con el paso del tiempo, el rendimiento de un SSD al escribir información se degrada debido a la cantidad de páginas parcialmente llenas o que no se necesitan más que ocupan espacio. El proceso de degradación se puede mejorar usando el comando TRIM del sistema o por colección de basura interna. La memoria flash se desgasta con el tiempo debido a las continuas escrituras en ella; las escrituras necesitadas al hacer una desfragmentación desgastan la memoria sin ninguna ventaja de velocidad como resultado.

### Efecto de la densidad del área
La tasa de transferencia de datos de un HDD depende de la velocidad rotacional de los platos y de la densidad de la grabación de información. Debido a que el calor y la vibración limitan la velocidad rotacional, el incremento de la densidad se ha vuelto el método principal para mejorar tasas de transferencia secuencial.  La densidad de área (el número de bits que pueden ser guardados en un área específica del plato) ha ido aumentando con el tiempo por medio del incremento en el número de pistas a través del plato y el número de sectores por pista. Este último incrementa la tasa de transferencia de datos para cierta frecuencia de RPM. Si únicamente se incrementa el número de pistas en un plato se puede ver afectado el tiempo de búsqueda pero no la tasa de transferencia bruta. Según analistas y observadores de la industria, para los años desde 2011 a 2016, “El camino que se sigue en la actualidad predice una mejora no mayor al 20% cada año en cuanto a densidad de bits”. Los tiempos de búsqueda no se han podido mantener a la par de los incrementos de la tasa de transferencia y estos últimos con el crecimiento en la densidad de bits y capacidad de almacenamiento.

### Intercalado
El intercalado de sectores es una característica de dispositivos casi obsoleta en cuanto a su tasa de datos, en los tiempos en los que las computadoras eran demasiado lentas como para poder leer largos flujos de información continuamente. El intercalado introdujo espacios entre sectores para darle tiempo, a los equipos lentos, de prepararse para leer el siguiente bloque de información. Sin el intercalado, el siguiente sector lógico llegaría al cabezal antes de que el equipo estuviera listo, esto requeriría que el sistema esperara una revolución entera del plato antes de poder realizar la lectura.
Sin embargo, como el intercalado introduce retardos físicos intencionalmente entre bloques de datos disminuyendo la tasa de transferencia, configurar el intercalado a una proporción mayor de la requerida causaría retardos innecesarios a equipos que tienen el desempeño necesario para leer sectores más rápidamente. La proporción de intercalado era definida por el usuario para acomodarse a las necesidades de
su equipo. 
La tecnología moderna es capaz de leer datos tan rápido como puede ser obtenida de los platos girando, por eso los HDDs usualmente tienen una proporción de intercalado fija de 1:1 que efectivamente elimina el intercalado

## Consumo de potencia
El consumo de potencia se ha vuelto cada vez más importante, no solo en el mundo de los dispositivos móviles como las laptops pero también en el mercado de los servidores y los equipos de escritorio. El incremento de densidad de equipos en un centro de datos ha llevado a conflicto al proveer energía suficiente a los dispositivos (especialmente en el spin-up), y al deshacerse del calor residual subsecuentemente producido junto con preocupaciones sobre cuestiones ambientales y de costo eléctrico (ver Green Computing). La disipación del calor está relacionada directamente con el consumo de potencia, y según envejece una unidad, la tasa de fallas de discos incrementa a más altas temperaturas. Problemas similares existen para largas compañías con miles de PCs de escritorio. Unidades de factor de forma menor generalmente usan menos potencia que las unidades de mayor tamaño. Un desarrollo interesante en esta área es el control activo de la velocidad de búsqueda con el propósito de que el cabezal llegue a su destino justo a tiempo para leer el sector en vez de llegar lo más rápido posible y luego tener que esperar a que el sector llegue al cabezal (i.e. la latencia rotacional). Muchos de los fabricantes de discos duros están produciendo unidades “verdes” que necesitan mucho menos potencia y enfriamiento. Muchas de estas unidades tienen platos girando más lentamente (<5,400 RPM comparado con 7,200, 10,000 o 15,000 RPM) por lo que generan menos calor. El consumo de potencia puede ser reducido deteniendo los cabezales cuando el disco no está en uso reduciendo su fricción, ajustando las velocidades de rotación, velocidades de rotación y deshabilitando componentes internos mientras no se usen.
Los HDDs usan más potencia, brevemente, cuando están arrancando (spin-up). Aunque el efecto que tiene en el consumo total de energía es mínimo, el máximo de potencia exigido a la fuente de alimentación, y por lo tanto su índice pedido, puede ser reducido en sistemas con múltiples unidades de almacenamiento controlando cuando los discos arrancan.
- En discos duros SCSI, el controlador SCSI puede administrar directamente el arranque y el reposo de los discos duros.
- Algunos discos duros PATA y SATA cuentan con funciones como PUIS (power-up in standby), esto no permite a los discos girar hasta que el controlador o el BIOS lo indiquen. Esto permite configurar el sistema de manera que no se sature la fuente de alimentación con la demanda de energía al encender el equipo.
- Algunos SATA II y más avanzados cuentan con spin-up escalonado permitiendo a la computadora arrancar los discos duros secuencialmente distribuyendo la demanda de potencia al encender el equipo.[41]

La mayoría de las unidades de disco duro operan con alguna de forma de administración de potencia que utiliza un número específico de modos que ahorran energía por medio de la reducción de rendimiento. Al implementarse, un HDD cambiara entre uno o más de los modos ahorradores de potenica en función del uso de la unidad. La recuperación desde el estado ahorrador más profundo, comúnmente llamado reposo, es cuando el HDD se encuentra detenido (o spun-down), puede tomar varios segundos para alcanzar un estado completamente funcional.

## Resistencia a golpes
La resistencia a golpes es especialmente importante para dispositivos móviles. Algunos computadores portátiles incluyen protección activa del disco duro que detiene los cabezales del disco duro si se deja caer el equipo, con suerte antes del impacto, para ofrecer la mejor oportunidad de supervivencia en tal evento. La máxima tolerancia a impactos a la fecha es de 350 g cuando está funcionando el HDD y 1,000 g cuando no este funcionando.